# Callopsylla arcuata
Callopsylla arcuata är en loppart som beskrevs av Ge Long, Wang Chenggui et Ma Liming 1988. Callopsylla arcuata ingår i släktet Callopsylla och familjen fågelloppor. Inga underarter finns listade i Catalogue of Life.